# Unai Dufur
Unai Dufur Espelosín, más conocido como Unai Dufur, (Pamplona, 21 de febrero de 1999) es un futbolista español que juega de defensa central en el Nástic de Tarragona, equipo que milita en el Grupo 1 de la Primera Federación.

## Carrera deportiva
Dufur comenzó su carrera deportiva en 2019 en el C. D. Vitoria, filial por aquel entonces del S. D. Eibar, en Tercera División.
Con el primer equipo del Eibar debutó el 18 de abril de 2021, haciendo también su debut profesional en Primera División, en la derrota del conjunto armero por 5-0 frente al Atlético de Madrid.
Tras el descenso del Eibar a Segunda División abandonó el club, fichando por el C. A. Osasuna, que lo asignó a su equipo filial, el Osasuna Promesas.
El 14 de junio de 2023, firma por el Club Gimnàstic de Tarragona de la Primera División RFEF.

## Clubes
| Club                | País   | Año       |
| ------------------- | ------ | --------- |
| C. D. Vitoria       | España | 2019-2021 |
| S. D. Eibar         | España | 2021      |
| Osasuna Promesas    | España | 2021-2023 |
| C. A. Osasuna       | España | 2022-2023 |
| Nástic de Tarragona | España | 2023-     |